# Jamie Langfield
Jamie Langfield, właśc. James Robert Langfield (ur. 22 grudnia 1979 w Paisley) – szkocki piłkarz występujący na pozycji bramkarza.

## Kariera
Swoją karierę rozpoczął w sezonie 1996/1997 w Dundee United, gdzie grał do roku 2003, kiedy to przeszedł do klubu Raith Rovers. Grał także w Partick Thistle (w sezonie 2004/2005), a później w Dunfermline Athletic. W latach 2005–2015 był zawodnikiem Aberdeen, z którego w 2011 roku był wypożyczony do Forfar Athletic. Występował też w St. Mirren, gdzie w 2017 roku zakończył karierę.
W rozgrywkach Scottish Premier League oraz Scottish Premiership rozegrał łącznie 320 spotkań.